# São Raimundo Esporte Clube (Manaus)
Pour les articles homonymes, voir São Raimundo Esporte Clube.
Maillots
Le São Raimundo Esporte Clube est un club brésilien de football basé à Manaus dans l'État de l'Amazonas.

## Historique
- 1918 : fondation du club

## Palmarès
| Compétitions nationales                                | Compétitions régionales |
| ------------------------------------------------------ | --- |
| - Championnat du Brésil de D3 : - Vice-champion : 1999 | - Championnat de l'Amazonas (7) : - Champion : 1961, 1966, 1997, 1998, 1999, 2004 et 2006 - Vice-champion : 1964 et 2000 - Championnat de l'Amazonas de D2 (pt) (1) : - Champion : 2017 - Vice-champion : 2019 - Coupe de l'Amazonas (pt) (4) : - Vainqueur : 1964, 1999, 2000 et 2006 - Finaliste : 1966, 1991, 1997, 2004, 2005 et 2009 - Copa Norte (3) : - Vainqueur : 1999, 2000 et 2001 - Finaliste : 1998 et 2002 |

## Logos

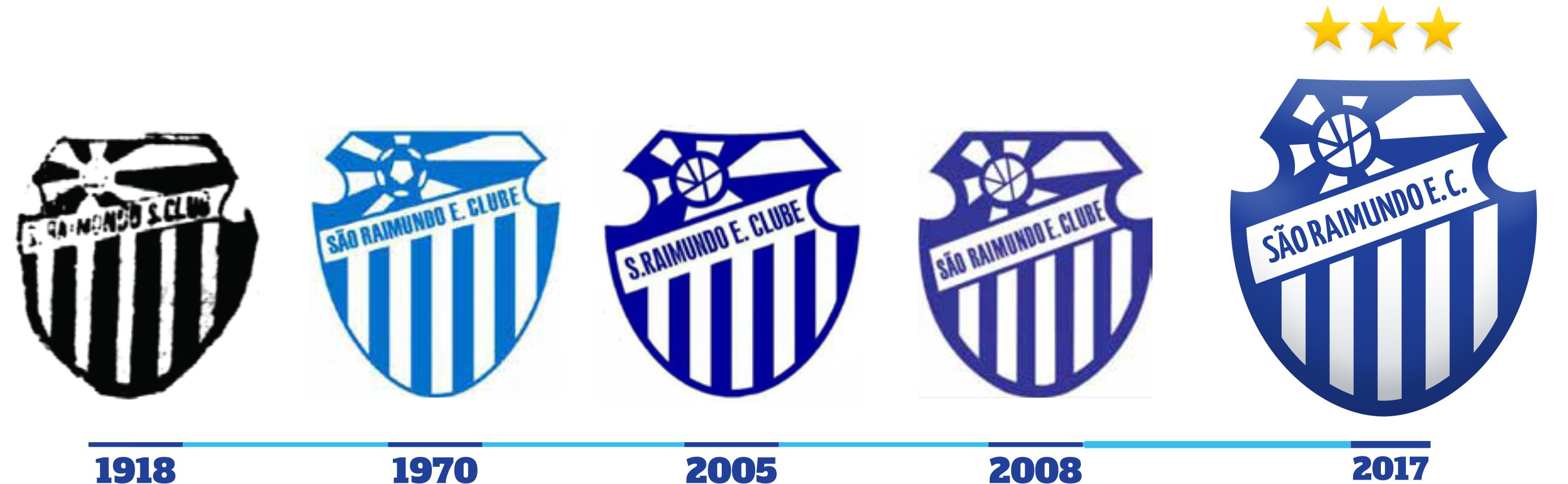
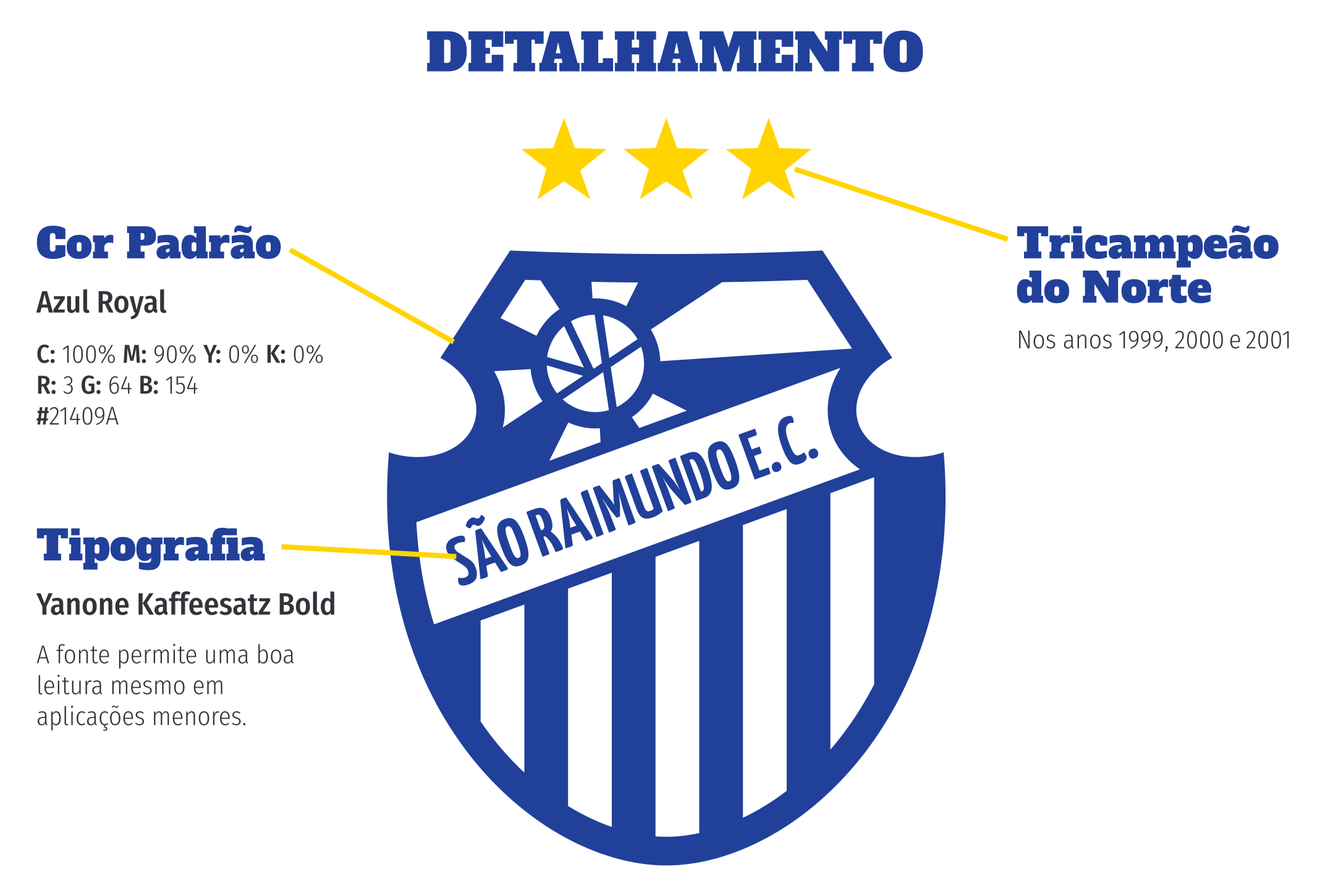